# Ukrajina proti Ruski federaciji (2022)
Obtožbe o genocidu po Konvenciji o preprečevanju in kaznovanju zločina genocida (Ukrajina proti Ruski federaciji) je tožba, predložena Meddržavnemu sodišču (ICJ), glavnemu sodnemu organu Združenih narodov. Ukrajina ga je vložila 26. februarja 2022 proti Rusiji po njeni invaziji na Ukrajino leta 2022, ki jo je Rusija poskušala deloma utemeljiti z neutemeljenimi trditvami o vpletenosti Ukrajine v genocid v Luganski in Doneški oblasti. Ukrajina je dejala, da so te trditve povzročile spor v skladu s Konvencijo o preprečevanju in kaznovanju zločina genocida iz leta 1948, svojo uporabo pa je utemeljila na pristojnosti ICJ za reševanje sporov, ki vključujejo Konvencijo. 16. marca 2022 je sodišče odločilo, da mora Rusija med čakanjem na končno odločitev "takoj prekiniti vojaške operacije" v Ukrajini.

## Aplikacija
Vloga Ukrajine je želela "ugotoviti, da Rusija nima pravne podlage za ukrepanje v Ukrajini in proti njej z namenom preprečevanja in kaznovanja kakršnega koli domnevnega genocida". Njena glavna trditev je bila, da je "Ruska federacija napačno trdila, da so se dejanja genocida zgodila v regijah Lugansk in Doneck v Ukrajini, in je na podlagi tega priznala tako imenovano "Ljudsko republiko Doneck" in "Ljudsko republiko Luhansk", nato pa razglasila in izvedla "posebno vojaško operacijo" proti Ukrajini." Ukrajina je skušala dokazati, da ta dejanja Rusije nimajo podlage v Konvenciji o genocidu, in zahtevala popolno odškodnino za ta protipravna dejanja.
Ukrajina je Rusijo obtožila tudi načrtovanja "genocida v Ukrajini" in trdila, da ruske oborožene sile "namenoma ubijajo in povzročajo resne poškodbe pripadnikom ukrajinske narodnosti - actus reus genocida po členu II Konvencije o genocidu."

## Postopek začasne oprostitve
Začetna zaslišanja so potekala 7. marca 2022 v Palači miru v Haagu na Nizozemskem — sedežu sodišča — da bi ugotovili, ali je Ukrajina upravičena do začasne odredbe. Ruska delegacija se ni udeležila tega postopka, ampak je predložila pisno izjavo.
Sodišče je 16. marca 2022 razsodilo 13-2, da mora Rusija "takoj prekiniti vojaške operacije", ki jih je začela 24. februarja 2022 v Ukrajini, pri čemer se nista strinjala podpredsednik Rusije Kirill Gevorgijan in kitajski sodnik Xue Hankin. Sodišče je tudi soglasno pozvalo, naj se "obe stranki vzdržijta kakršnih koli dejanj, ki bi lahko poslabšala ali podaljšala spor pred sodiščem ali otežili njegovo rešitev."
Poleg kratkega povzetka svoje odločitve je ICJ izdal 20-stranski sklep, v katerem je pojasnil svojo utemeljitev. Šest sodnikov je vložilo ločena mnenja, v katerih so pojasnili svoja stališča o zadevi, vključno s podpredsednikom Gevorgijanom in sodnikom Xuejem.
Čeprav so odločitve sodišča zavezujoče za države članice, sodišče nima sredstev za neposredno izvrševanje svojih sklepov.  V preteklosti so države le poredkoma ignorirale sodbe sodišča.

### Utemeljitev sodišča
Sodišče je najprej ugotovilo, da je pristojno za odreditev začasne odredbe "v skladu s členom IX Konvencije o genocidu", ki pooblaščuje ICJ za reševanje sporov glede razlage, uporabe ali izpolnjevanja konvencije. Sodišče je pojasnilo, da se člen IX uporabi, saj imata Rusija in Ukrajina spor o tem, ali se v Donecku in Lugansku dogaja genocid.
Sodišče je nato ugotovilo, da ima Ukrajina "prepričljivo pravico, da ne bi bila izpostavljena vojaškim operacijam Ruske federacije z namenom preprečevanja in kaznovanja domnevnega genocida" na svojem ozemlju. Eden od razlogov za to ugotovitev je bil, da pred sodiščem ni bilo dokazov, ki bi utemeljevali obtožbe Rusije o genocidu. Sodišče je tudi ugotovilo, da je "dvomljivo", da konvencija glede na svoj namen dovoljuje enostransko uporabo sile pogodbene stranke na ozemlju druge države za namen preprečevanja ali kaznovanja domnevnega genocida.
Sodišče je nato ugotovilo, da obstaja verjetna povezava med uveljavljanimi pravicami Ukrajine po Konvenciji o genocidu in glavno začasno pomoč, ki jo je zahtevala – prekinitev ruskih vojaških operacij – čeprav je ugotovilo, da taka povezava manjka za dve drugi obliki pomoči, ki ju je zahtevala Ukrajina. Dve pravici, ki ju je uveljavljala Ukrajina, sta bila pravica, da "niso predmet lažne trditve o genocidu" in pravica, da "ne bo podvržena vojaškim operacijam druge države na njenem ozemlju na podlagi [zlorabe] Konvencije o genocidu."
Nazadnje je sodišče odločilo, da obstaja resnična in neposredna nevarnost, da bo povzročena nepopravljiva škoda za pravice Ukrajine in da so bile razmere v Ukrajini dovolj nujne, da upravičujejo začasno oprostitev. Glede tega vprašanja je sodišče ugotovilo, da je »civilno prebivalstvo, ki ga je prizadel sedanji konflikt, izjemno ranljivo. "Posebna vojaška operacija", ki jo izvaja Ruska federacija, je povzročila številne smrti in poškodbe civilistov. Povzročila je tudi veliko materialno škodo, med drugim uničenje stavb in infrastrukture. Napadi se nadaljujejo in ustvarjajo vse težje življenjske razmere za civilno prebivalstvo. Veliko ljudi nima dostopa do najosnovnejših živil, pitne vode, elektrike, osnovnih zdravil ali ogrevanja. Zelo veliko ljudi poskuša pobegniti iz najbolj prizadetih mest v izjemno negotovih razmerah."

### Ločene mnenjske izjave
Podpredsednik Gevorgijan in sodnik Xue se nista strinjala, da je ICJ pristojen, in zapisala, da Ukrajina res zahteva razsodbo o zakonitosti ruske invazije in da ta ni povzročila resničnega spora v skladu s Konvencijo o genocidu. Sodnik Mohamed Bennouna je prav tako izrazil dvome o uporabnosti Konvencije o genocidu, vendar je dejal, da "sem glasoval za odredbo, ki navaja začasne ukrepe v tej zadevi, ker sem se počutil prisiljen zaradi te tragične situacije, v kateri je Ukrajincem povzročeno strašno trpljenje, in da se pridružuje pozivu ICJ, da končamo vojno."
Sodnik ad hoc Yves Daudet je posebej kritiziral ICJ, ker je ta tako Ukrajini kot Rusiji naročilo, da se "vzdržita vsakega dejanja, ki bi lahko poslabšala ali podaljšala spor," in trdil, da bi "moral biti ta ukrep neoteževanja spora usmerjen izključno proti Ruski federaciji, ki jo je Generalna skupščina Združenih narodov označila za storilca agresije na Ukrajino." Preostali dve ločeni mnenji sodnikov sta dodatno utemeljili sklep sodišča.

### Reakcije na odločitev
Kmalu po objavi odločitve je ukrajinski predsednik Volodimir Zelenski razsodbo pozdravil kot popolno zmago svoje države in dejal, da bi ignoriranje ukaza dodatno izoliralo Rusijo. Generalni sekretar ZN António Guterres je dejal, da je odločitev okrepila njegove večkratne pozive k miru.
Naslednji dan je Skupina sedmih zunanjih ministrov objavila skupno izjavo, v kateri je Rusijo obtožila vodenja "neizzvane in sramotne vojne" in jo pozvala k spoštovanju odločitev sodišča. Tiskovni sekretar ruskega predsednika Dmitrij Peskov je odločitev zavrnil in dejal, da Rusija ne more "upoštevati te odločitve" in da brez soglasja obeh strani odločitev ni veljavna.
Po izrednem vrhu v Bruslju so voditelji NATO izdali skupno izjavo, v kateri so obsodili ruske napade na civiliste in Rusijo pozvali, naj po naroku sodišča nemudoma prekine vojaške operacije.